# Els Coppens-van de Rijt
Johanna Elisabeth "Els" Coppens-van de Rijt (Vlierden, 18 de agosto de 1943) es una pintora y escritora neerlandesa.
Coppens-van de Rijt nació en Sint-Oedenrode, como una gemela en una familia católica con 11 hijos. Estudió en la Academia de Diseño Eindhoven con Kees Bol y Jan Gregoor y en la Academia de Arte de Maastricht. Aquí  conoció al que sería su marido, el escultor Joep Coppens.
Después de realizados sus estudios se hizo conocida, en particular, como pintora de retratos. Sin embargo, tuvo que dejar la pintura, debido a padecer el síndrome de Ehlers-Danlos. Desde entonces, ha estado escribiendo libros, entre otros, de su creencia cristiana.

## Obras escritas
- 1996 - The other reality
- 1997 - I stayed at the edge of the river
- 2002 - Frank letters of belief ISBN 90-806908-1-3
- 2008 - Martien Coppens, from village boy to city man